# Lion Air
Pour les articles homonymes, voir Lion (homonymie) et Air (homonymie).
We make people fly

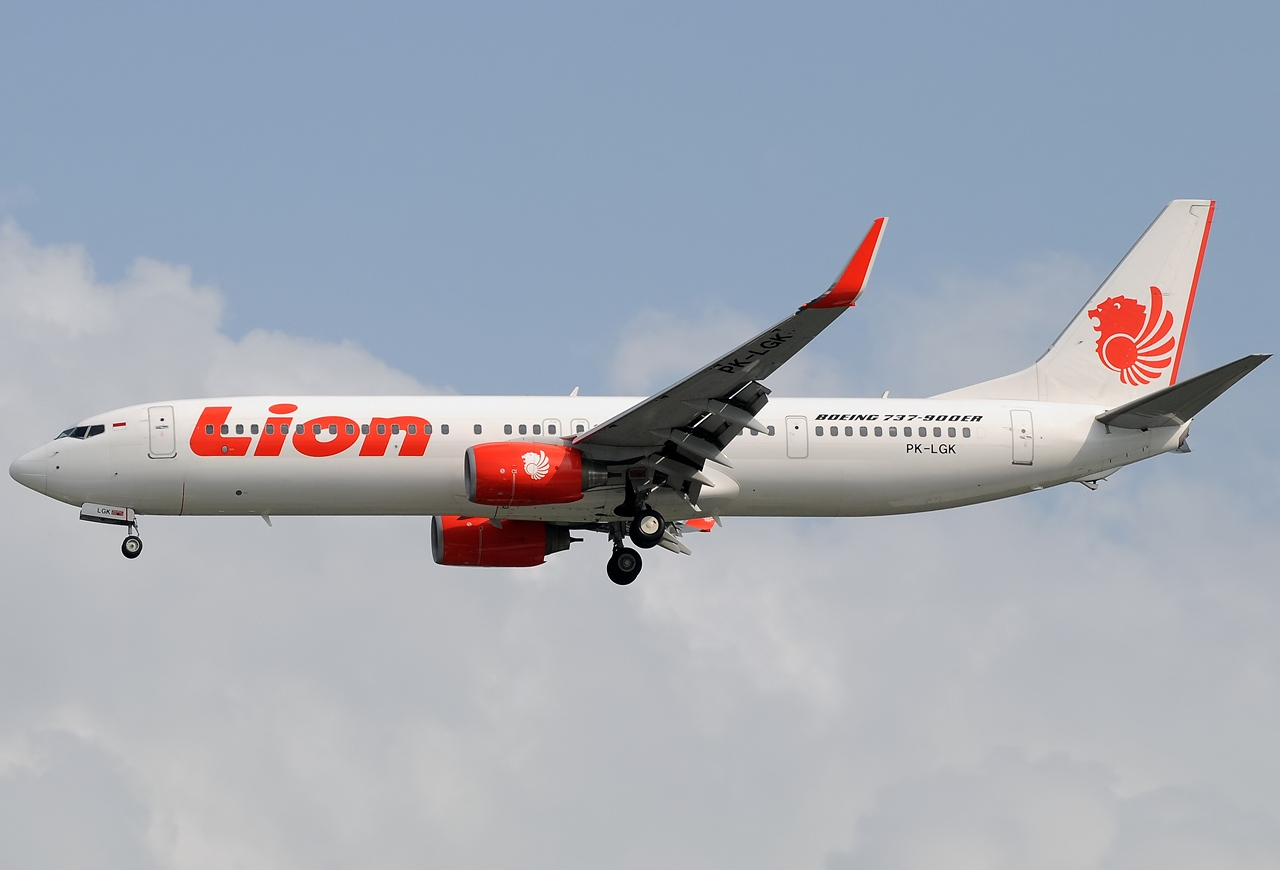
Boeing 737-9GPER de Lion Air

Lion Air (Code AITA : JT ; code OACI : LNI) est une compagnie aérienne indonésienne à bas coûts fondée en 1999 et basée à l'aéroport de Jakarta Soekarno-Hatta. Son réseau consiste en un grand nombre de lignes principalement intérieures.

## Histoire
Lion Air est un pionnier du bas coût en Indonésie. Elle est créee en 1999 par les frères Kusnan et Rusdi Kirana avec un capital de 10 millions de dollars ,. À sa suite sont apparues une série de compagnies à bas prix. En  2006, la flotte comporte 24 aéronefs, 19 McDonell Douglas MD-80 et 5 Bombardier Q Series DCH-800. En 2008, Lion Air devient la première compagnie sur le marché intérieur indonésien, dépassant la compagnie nationale Garuda Indonesia. Elle poursuit une croissance agressive, avec la signature par Lion Air Group des deux plus gros contrats d'achats d'aéronefs de l'histoire de l'aviation, l'un avec Boeing, le second avec Airbus,. Cette croissance est accusée de se faire au mépris de la sécurité des passagers et du personnel,. Elle s'accompagne de faits de corruption. 
En 2014, Rusdi Kirana entre en politique, et quitte la direction du groupe, tout en restant actionnaire,. 
En 2018, le Center for Asia Pacific Aviation la classe comme le plus grand transporteur d'Asie du Sud-Est en termes de flotte. Elle est alors l'une des compagnies aérienne à la croissance la plus rapide du monde.

### Lion Air Group
Lion Air Group possède également deux filiales opérant en Indonésie: Wings Air, réservés aux vols courts-courriers entre les hubs périphériques et les destinations isolées; et Batik Air, compagnie plus haut de gamme desservant les principales villes indonésiennes.
Le groupe possède aussi un hôtel dans la ville de Manado afin entre autres d'accueillir son personnel.

Ancien logo de Lion Air

## Flotte

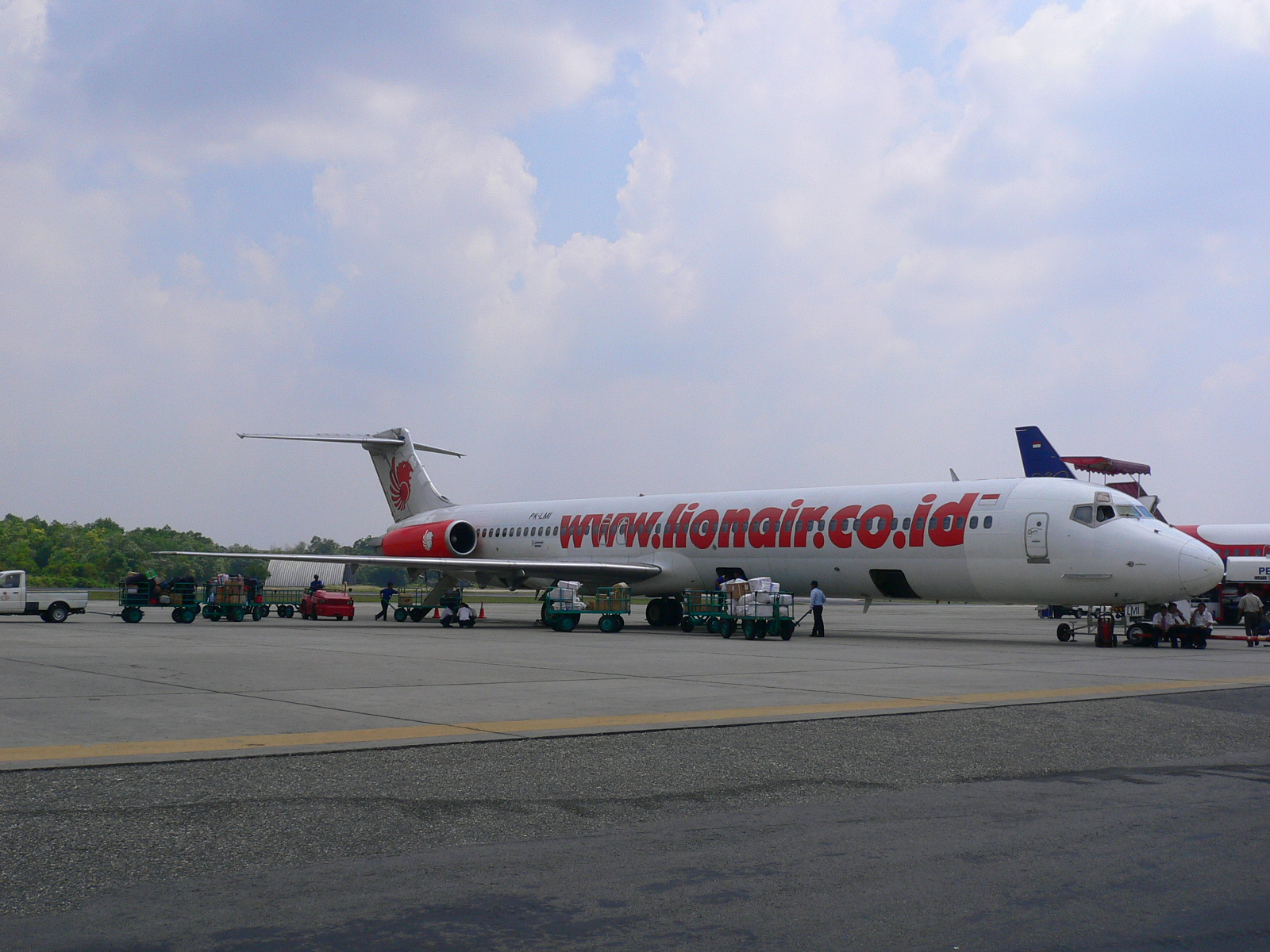
Un ancien McDonnell Douglas MD-90 de Lion Air sur l'aéroport de Pekanbaru à Sumatra

En Avril 2025, les appareils suivants sont en service au sein de la flotte de Lion Air (filiales non comprises), :
| Airbus A330-300   | 5  | —   | 440 |                                                                                 |  |  |  |  |  |  |
| Airbus A330-900   | 8  | —   | 436 |                                                                                 |  |  |  |  |  |  |
| Boeing 737-800    | 23 | —   | 189 | Commande convertie des -900ER                                                   |  |  |  |  |  |  |
| Boeing 737-900ER  | 59 | —   | 213 |                                                                                 |  |  |  |  |  |  |
| Boeing 737 MAX 8  | 4  | 185 | 180 | Les premiers exemplaires livrés d'abord à Batik Air, puis transférés à Lion Air |  |  |  |  |  |  |
| Boeing 737 MAX 10 | —  | 50  | tba | Commandés au Salon du Bourget 2017                                              |  |  |  |  |  |  |
| Total             | 99 | 235 |     |                                                                                 |  |  |  |  |  |  |

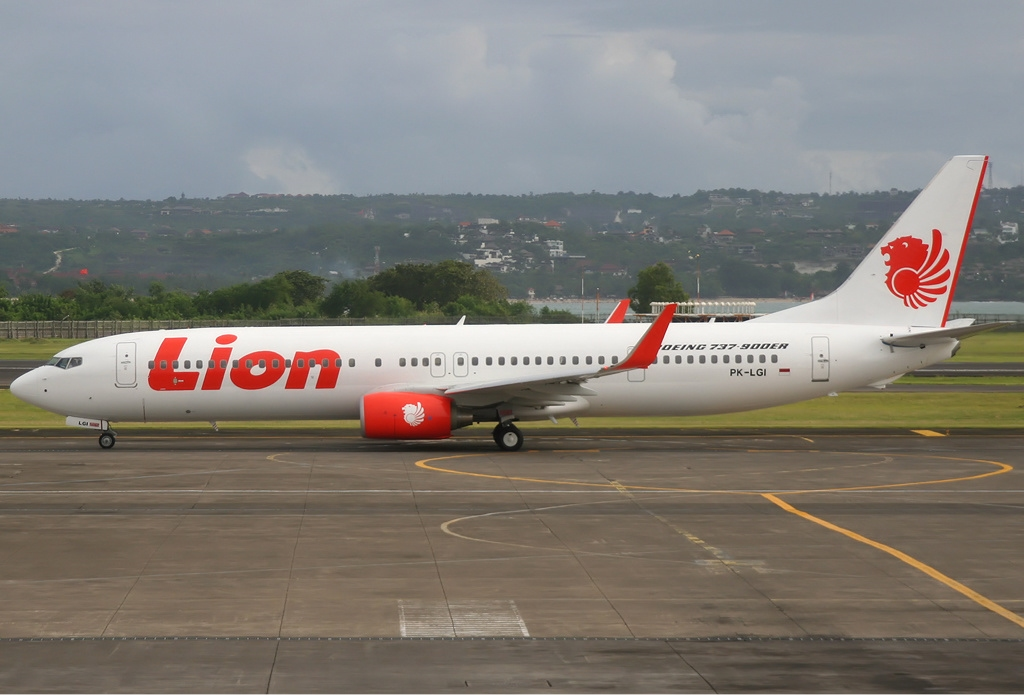
Un Boeing 737-900ER de Lion Air
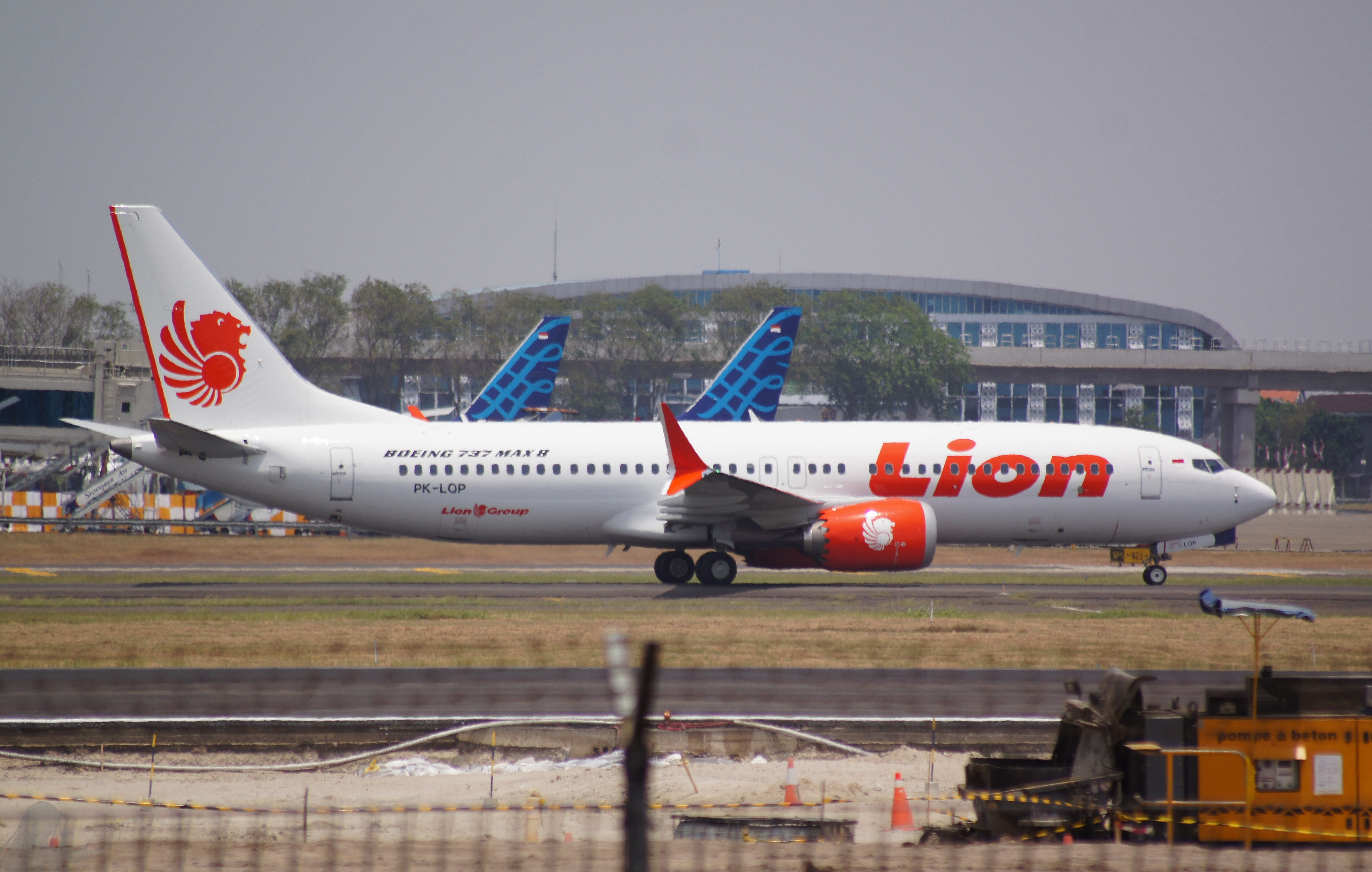
Boeing 737-MAX8 (PK-LQP) de Lion Air

## Incidents et accidents
En 2018, après le crash du vol Lion Air 610, pour lequel la responsabilité du constructeur est finalement établie, le New-York Times  dénombre 15 failles de sécurités majeures et des centaines d'autres passées inaperçues du public. 

### Liste des accidents et incidents majeurs impliquant des aréonefs
Le 14 janvier 2002, le vol Lion Air 386, opéré sur un Boeing 737-200 (immatriculé PK-LID), s'écrase au décollage de l'aéroport international Sultan Syarif Kasim II . Toutes les personnes présentes à bord survivent mais l'avion est réformé. La cause est une erreur humaine dans le suivi de la check-list conduisant à une configuration de volets incorrecte pour le décollage.
Le 30 novembre 2004, le vol Lion Air 538,  opéré sur un McDonnell Douglas MD-82 (immatriculé PK-LMN), s'écrase à Surakarta. 25 des 163 occupants, dont le pilote, perdent la vie .
Le 4 mars 2006, le vol Lion Air 8987,  opéré sur McDonnell Douglas MD-82 (immatricuké PK-LMW), sort de piste lors de son atterrissage à l'aéroport international Juanda de Surabaya. L'accident est lié à la panne de l'inverseur de poussée gauche, qui , hors service, à cependant été activé, provoquant un virage à droite et la sortie de piste. On ne déplore pas de perte de vie humaine, mais l'avion est mis hors service.
Le 24 décembre 2006, le vol Lion Air 792, opéré sur un Boeing 737-400 (immatriculé PK-LIJ), atterrit à l'aéroport Aéroport international Sultan-Hasanuddin de Makassar. La configuration des volets est incorrecte et  l'alignement sur la piste insuffisant. L'avion frappe durement  le  sol et dérape le long de la piste. Le train d'atterrissage droit se détache, le train gauche transperse l'aile et une partie du fuselage de l'avion endommagée. On ne déplore aucune perte humaine parmi les 164 occupants mais l'appareil est mis hors-service.
Le 2 novembre 2010, un Boeing 737-400 (enregistrement PK-LIQ) de la compagnie sort de la piste lors de son atterrissage à  l'aéroport de Supadio, Pontianak.
Le 13 avril 2013, un Boeing 737-800 de la compagnie manque la piste lors de son atterrissage à l'aéroport international de Denpasar, à Bali, vers 15 h (8 h GMT). Il s'abîmé dans l'océan qui lèche le bout de la piste d’atterrissage. Le fuselage de l'appareil se brise en deux sous le choc. Si aucune victime n'est à déplorer, de nombreux passagers (dont trois étrangers) sont blessés dont 4 girèvement.
Le 29 octobre 2018, le vol 610 Lion Air opéré par un Boeing 737-MAX8 (immatriculé PK-LQP), s’abîme en mer peu de temps après son décollage de Jakarta, avec 189 personnes à bord,. Il demande  à faire demi-tour 13 minutes après le décollage. Il s'agit du premier incident mortel du Boeing 737 MAX8.
Le 7 novembre 2018, l'aile gauche d'un Boeing 737-900ER opérant vol 633 Lion Air est entrée en collision avec un lampadaire lors du roulage à l'Aéroport de Fatmawati Soekarno. L'extrémité de l'aile étant sévèrement abimée, l'appareil ne peut s'envoler en direction de Jakarta.
Le 16 février 2019, le vol Lion Air 714 Boeing 737-800NG (immatriculé PK-LPS) atterrit à l’aéroport Supadio international de Pontianak et sort de la piste,. Auncun blessé n'est à déplorer.
Le 29 mars 2020 un RPC-5880 exploité par la compagnie Lion Air et affrété par le ministère de la santé philippin faisant une liaison Manille Tokyo, s'écrase après avoir pris feu lors du décollage, tuant les 8 occupants, 5 philippins, 1 américain et 1 canadien,,. La principale cause est la décision, par le pilote en fonction, de stopper le décollage après le passage de la Vr,,.